# Темна матерія (роман)
«Темна матерія» — науково-фантастичний роман-трилер американського письменника Блейка Крауча, вперше опублікований у США в липні 2016 року видавничою групою Crown. Український переклад роману вийшов у 2017 році у видавництві КМ-Букс. "Темна матерія" — це історія про фізика, якого викрадають і відправляють у паралельний всесвіт, де розгортається інша версія його життя через інший вибір, який він зробив п’ятнадцять років тому. Книга спирається на багатосвітову інтерпретацію квантової механіки, яка стверджує, що кожен можливий результат кожної події створює новий всесвіт або світ, який працює паралельно нашому власному.

## Короткий зміст сюжету
Джейсон Дессен, колишній фізик з квантової механіки, є професором фізики в коледжі, який живе в Чикаго зі своєю дружиною Даніелою та їхнім сином Чарлі. Одного разу Джейсона викрадають і вводять у нього наркотики. Він прокидається в науковій лабораторії. Він дізнається, що перебуває в іншому Чикаго, де п’ятнадцять років тому він вирішив не одружуватися з Даніелою і замість цього продовжив кар’єру фізика. У цьому світі він побудував куб, який дозволяє мешканцям переміщатися між незліченними світами, створеними з усіх можливих результатів кожної події.
Джейсона затримують і допитують вчені. Вони вважають, що він — Джейсон із цього світу, якого називають Jason2, і є першою людиною, яка успішно повернулася з подорожі в кубі. Джейсон дізнається, що Джейсон2 був його викрадачем, який прийшов у світ Джейсона, щоб побачити, яким було б його життя, якби він залишив свою кар'єру та одружився з Даніелою. Джейсон2 відправив Джейсона у світ Джейсона2, щоб Джейсон2 міг прикинутися чоловіком Даніели.
Сповнений рішучості повернутися до свого Чикаго, своїх дружини та сина, Джейсон і терапевт Джейсона2, Аманда, тікають і потрапляють у куб. Не знайомі з його роботою, вони потрапляють у декілька паралельних світів. Зрештою Джейсон досягає свого власного світу, де він знаходить Джейсона2, який живе зі своєю дружиною та сином. Він переконує Даніелу та Чарлі, що він справжній Джейсон, і ховає їх, щоб уникнути Джейсона2. Джейсон2 знаходить Джейсона і намагається вбити його, але Джейсон смертельно ранить свого суперника. Щоб уникнути інших войовничих Джейсонів, які створювалися кожного разу, коли Джейсон під час подорожі альтернативними світами приймав рішення, він тікає зі своєю родиною в куб, щоб почати нове життя в іншому світі.

## Створення
У 2014 році Крауч поділився своїми ранніми ідеями щодо Темної матерії з американським письменником Маркусом Сакі. Крауч і Сакі часто проводили мозкові штурми, під час яких вони обговорювали нові книги, які писали. Після кількох днів роботи з Сакі Крауч сказав, що «ідея цієї книги виникла з туману».  Рішення Крауча розгорнути «Темну матерію» в Чикаго прийшло «частково через сентиментальність, а також через визначні пам’ятки Чикаго, горизонт, озеро... просто в цьому є щось, що мене надихнуло».  Стосовно назви книги Крауч пояснив, що життя сповнене таємниць, але під поверхнею є ще багато того, чого ми не можемо побачити, так само як темна матерія у Всесвіті прихована від очей. 

## Екранізація
У листопаді 2014 року компанія Sony Pictures зробила превентивну ставку в розмірі 1,25 мільйона доларів на фільм «Темна матерія». Пропозиція ґрунтувалася на неповному на той час 150-сторінковому рукописі Крауча.  У грудні 2020 року було оголошено, що телесеріал, заснований на Темній матерії, буде спільним виробництвом Apple Studios і Sony Pictures Television. Крауч адаптує сценарій, а продюсерами серіалу будуть Метт Толмах і Девід Менперл.  Спочатку адаптація мала стати повнометражним фільмом, але від цього відмовилися на користь телесеріалу. Виробництво почалося у жовтні 2022 року, і мало тривати до квітня 2023 року. 
У березні 2022 року Apple TV+ замовила дев’ятисерійний серіал із Джоелем Еджертоном у ролі Джейсона Дессена. Еджертон також буде виконавчим продюсером серіалу. Прем'єра серіалу відбулася 8 травня 2024 року на 
Apple TV+.

## Інші перекладені книги автора
- «Сосни»
- «Облуда»
- «Останнє місто»
- «Повернення»